# Sattelpeilnstein

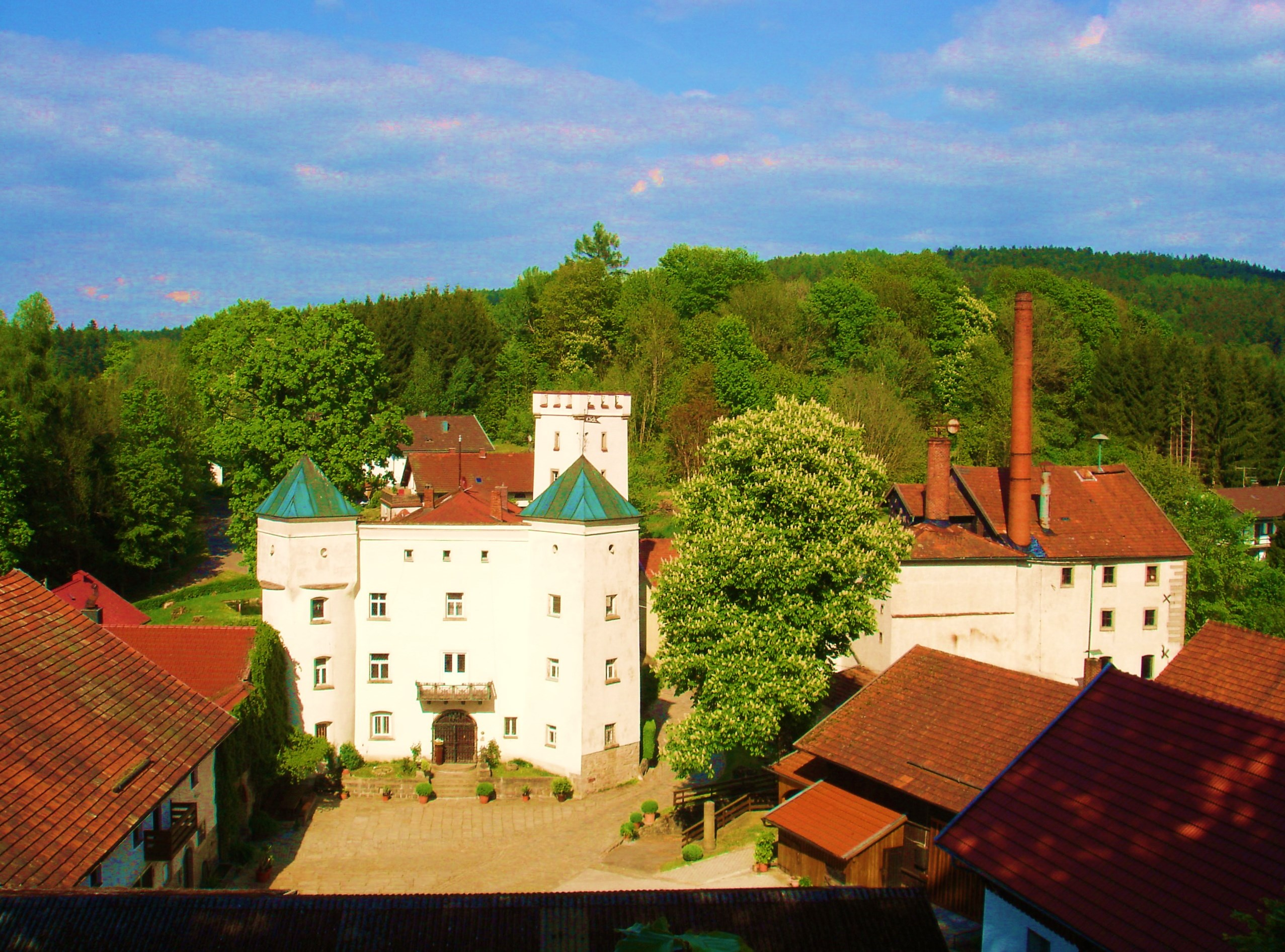
Schloss und ehemalige Brauerei Sattelpeilnstein

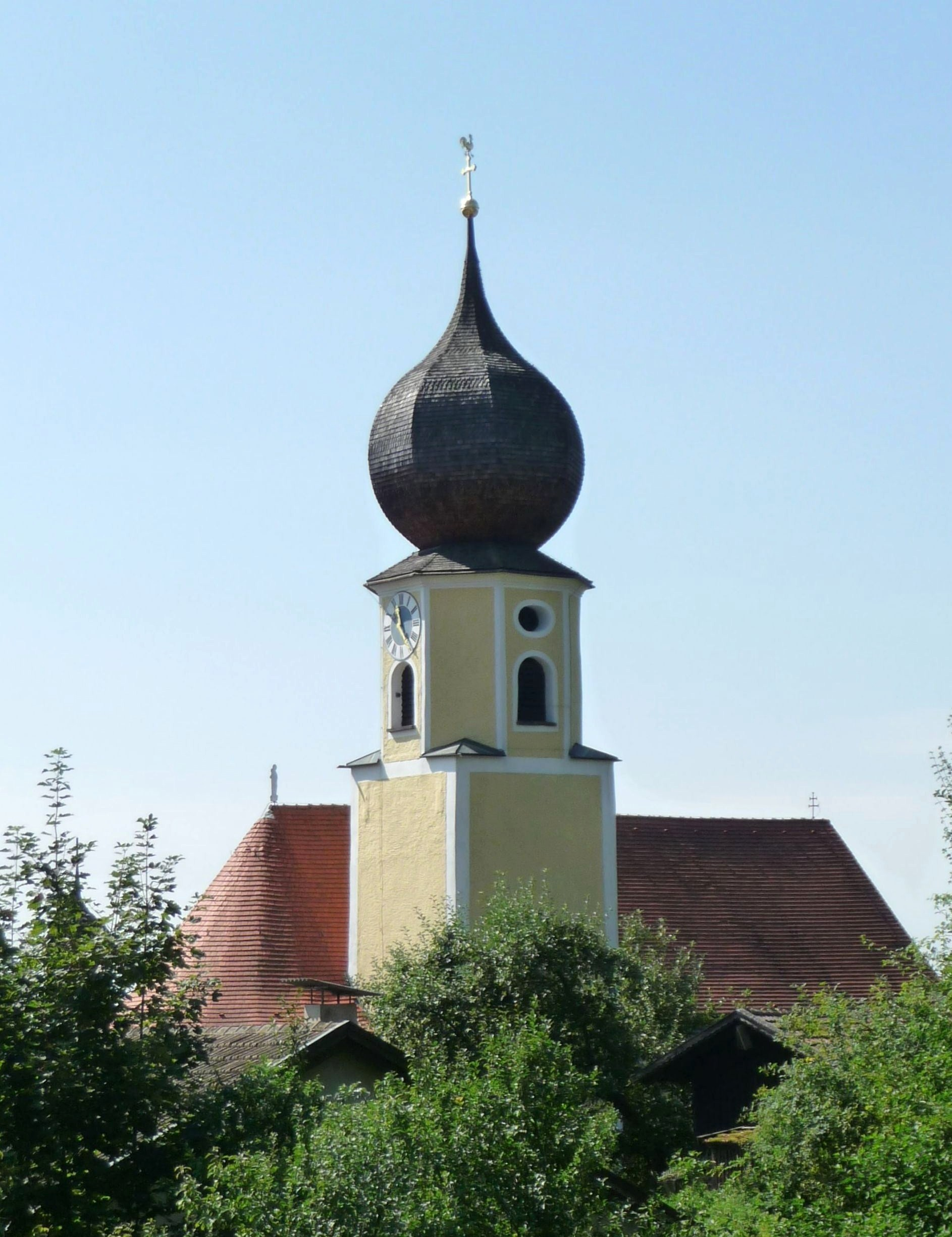
Pfarrkirche St. Peter und Paul

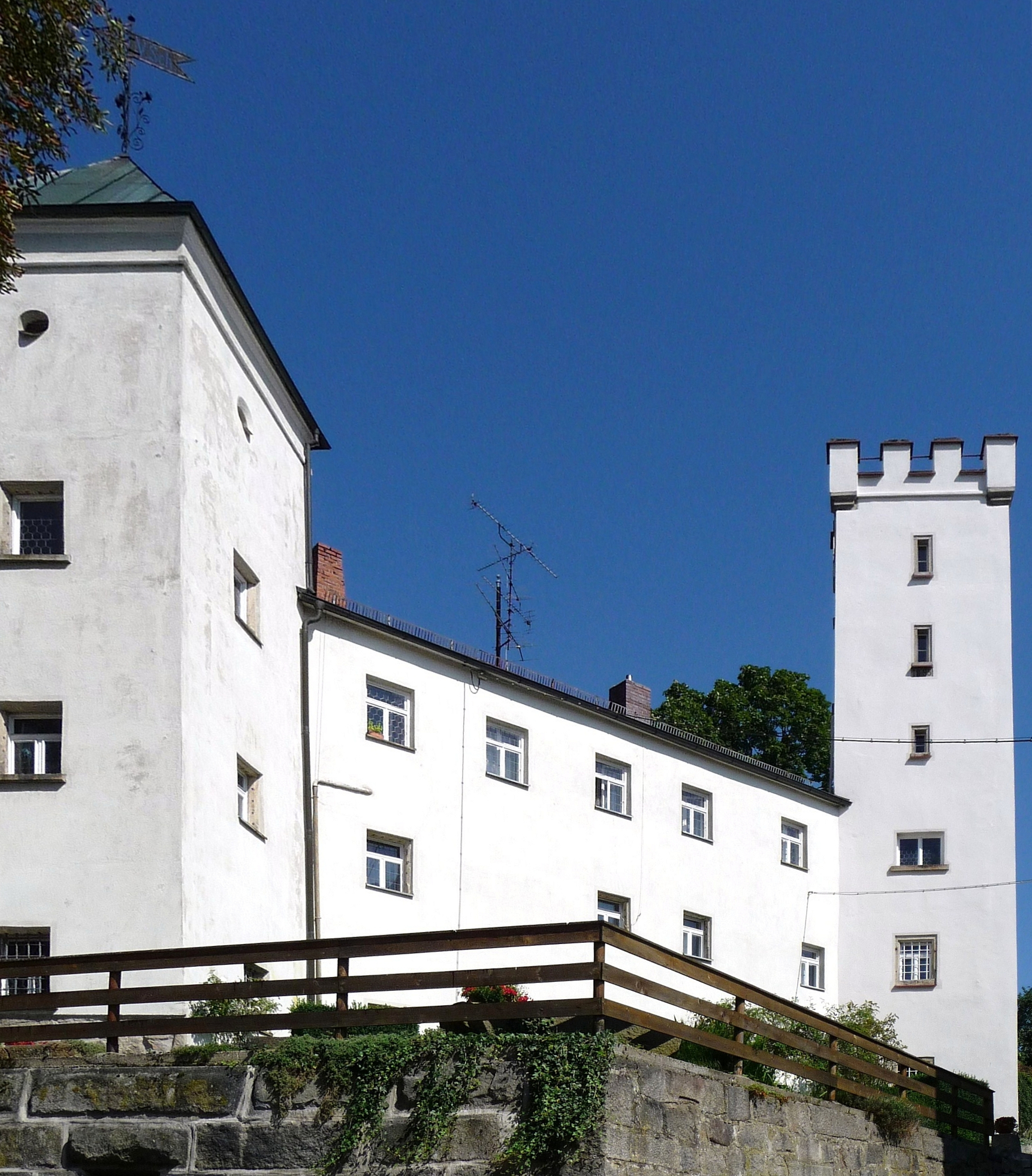
Schloss Sattelpeilnstein

Sattelpeilnstein ist ein Gemeindeteil der Gemeinde Traitsching im Landkreis Cham (Oberpfalz, Bayern). Es ist zugleich der Name einer Gemarkung, die der Fläche der ehemaligen Gemeinde Sattelpeilnstein entspricht.

## Lage
Das Pfarrdorf liegt in einer Höhenlage von etwa 530 bis 560 Metern im sogenannten Traitschinger Hügelland in der Nähe der alten Handelsroute von Straubing nach Cham.

## Etymologie
In alten Urkunden heißt die heutige Burgruine Pilstein, Peilstein und Peylstein, sowie Peilnstein und Peylnstein. Leider erfolgen dadurch oft Verwechslungen mit Regenpeilstein bei Roding. Über den Ursprung des Namens Sattelpeilnstein können nur Vermutungen angenommen werden. So könnte Peilnstein von Bil (=Beil, Schlachtmesser) und Stein (Opferstein), der eine schüsselartige Vertiefung mit einer Blutrinne hatte, abgeleitet sein. Der Name könnte allerdings auch von Pilsteinen aus der Frühzeit her rühren, deren Anordnung sich nach der Bahn der Gestirne richtete. Wann und wie das Wort „Sattel“ dazukam ist ebenso fragwürdig. Die Vermutung liegt nahe, dass der Bergrücken die Form eines Sattels hatte. Im Dialekt wird das Dorf nur als Beistoi bezeichnet.

## Geschichte

### Burg und Schloss
Auf einer unter Naturschutz stehenden Granitkuppe, Hoher Gockel genannt, befinden sich die Mauerreste der Burg Sattelpeilnstein. Sie war von den Diepoldingern gegen die Grafen von Bogen angelegt worden. Genaue Daten zur Entstehung der Burg sind nicht bekannt. Zum ersten Mal urkundlich erwähnt wird ein „Rapoto von Pilstein“ im Jahre 1166. Über Jahrhunderte war die Burg der Stammsitz der Peilsteiner. Nach deren Erlöschen wurde Peilstein der Sitz von Pfandinhabern, beginnend im Jahre 1348 mit Wolfhart Zenger. Um das Jahr 1370 wurde die Burg Peilstein als Sitz eines Pflege und Landgerichts erwähnt, wozu unter anderem Chamerau sowie die Städte Furth im Wald und Kötzting gehörten. Die Namen der Pfleger wechselten häufig. Im Laufe der Zeit wurde die Burg stark baufällig, der Sitz des Landgerichts wurde sogar verlegt. Auch unter den folgenden Pflegern verfiel die Burg weiter, wodurch sich Herzog Albrecht V. entschloss sie seinem Vetter Justinian zu schenken, der sich ab diesem Zeitpunkt von Peilnstein nannte. Jedoch war die Burg inzwischen so stark verfallen, dass Justinian um das Jahr 1571 unterhalb der Ruine das Schloss Sattelpeilnstein errichten ließ. Nach seinem Tod im Mai 1591 übernahm sein Sohn Hans Georg das Gut, der ähnlich seinem Vater in der Bevölkerung als habgierig und ungerecht bekannt war. Dieser starb 1622 ohne Nachkommen zu hinterlassen. Daraufhin schenkte Herzog Maximilian das Schloss dem Präsidenten der Hofkammer und Pfleger zu Rottenburg Oswald Schuß. Die Familie von Schuß brachte sich und das Gut zu großen Ehren und Reichtümern, trotz der harten Zeiten des Dreißigjährigen Krieges. Ihren Spenden ist der Neubau der Pfarrkirche in der ersten Hälfte des 18. Jahrhunderts zu verdanken. Dem letzten von Schuss folgten verschiedene Schlossherren. Ab dem Jahre 1778 war das Schloss im Besitz des Freiherren von Pelkoven. Ihm folgte 1780 ein Reichsfreiherr von und zu Weichs. Ab 1790 residierte der Reichsedle Johann Georg von Silberbauer im Schloss. Er versuchte die Erträge des Gutes zu steigern, indem er damals unbekannte Gewächse pflanzte. Ein Kastanienbaum (in Mundart: Stechanussbam) aus dieser Zeit stand bis zum Jahr 2014 unterhalb des Brauereigebäudes. Auf Grund von Verschwendungssucht und Unverstand seiner zweiten Gemahlin verkam der Besitz in elendsten Zustand. So erwarb 1830 die Kirchenverwaltung Sattelpeilnstein das gesamte Gut und verkaufte viele Grundstücke davon an die Dorfbevölkerung. Den Rest des völlig verfallenen Schlossgutes kaufte schließlich im Jahre 1842 Otto Schauer aus Passau. Durch ihn erreichten die Besitztümer bald wieder das alte Ansehen, trotz eines verheerenden Brandes im Jahr 1868, bei dem das Schloss und die Brauerei fast bis auf die Grundmauern zerstört wurden. Nach dem über 20 Jahre dauernden Wiederaufbau wurde die Wetterfahne eines Schlossturmes mit der Jahreszahl 1891, dem Jahr der Fertigstellung, versehen. Darüber hinaus erwarb er im Jahr 1885 das Schloss Loifling und sein Sohn Vinzenz Schauer im Jahr 1898 das Schloss Zandt. Noch heute befinden sich Schloss und Gut Sattelpeilnstein in Privatbesitz.

### Brauerei
Die Brauerei im Ort wurde 1348 zum ersten Mal urkundlich erwähnt und zählt damit zu einer der ältesten in der Gegend. Die über die Jahrhunderte zahlreich wechselnden Schlossbesitzer kümmerten sich stets auch um den Braubetrieb. 1842 wurde sie zusammen mit dem restlichen herabgekommenen Schlossgut von Otto Schauer aus Passau erworben. Sein Sohn Vinzenz Schauer übernahm im Jahre 1874 den Gutsbesitz. Er ließ die Schlossbrauerei nach einem schweren Brand 1868 neu aufbauen und konnte die Bierproduktion bedeutsam steigern, wodurch sie schließlich in der damaligen Zeit zur größten Brauerei zwischen Straubing und Cham wurde. Mit der Einstellung des Brauereibetriebes im Jahr 1992 endeten diese goldenen Zeiten jedoch. Allerdings wird noch heute Bier von der Schlossbrauerei Sattelpeilnstein vertrieben, das im Lohnbrauverfahren über eine andere Brauerei produziert wird.

### Pfarrkirche St. Peter und Paul
Der jetzigen Pfarrkirche St. Peter und Paul ging eine frühere voraus. Über diese erste Kirche sind leider keine Daten bekannt. Auch die Gründungszeit der Pfarrei ist weitestgehend unbekannt. Man weiß, dass im Jahre 739 Mönche aus dem Benediktinerkloster St. Emmeram in Regensburg das Kloster Chammünster gründeten und in dieser Gegend die Christianisierung voranbrachten. Da alle Kirchen des Landkreises, ebenso St. Jakob in Cham, Filialen der Urkirche Chammünster darstellten, wird angenommen, dass diese Mönche auch die Erbauer der ersten Kirche waren. Ein im Kirchturm eingemauertes Fenster im romanischen Stil lässt auf die Zeit vor 1250 schließen. Die alte Kirche stand am selben Ort, an dem die heutige Pfarrkirche steht. Von ihr ist nur noch der viereckige, aus Granitquadern erbaute Turm vorhanden. Dessen Lage und Höhe lassen darauf schließen, dass die alte Kirche kleiner war. Der Kirchturm war mit einem stumpfen Spitzdach eingedeckt. Die Ausstattung war innen wie außen wohl eher notdürftig. Im Jahre 1728 war die alte Pfarrkirche jedoch so baufällig, dass ein Neubau unumgänglich war, der nur durch die großzügige Unterstützung der Schlossherren von Schuss (1622–1767) möglich war. Ihnen zu Ehren wurden von der Kirchenverwaltung in der Kirche Grabtafeln angebracht. Den Bau der Kirche führte Pfarrer Matthäus Deser durch, an den noch heute ein Grabstein in der Pfarrkirche erinnert. Der Turm wird um ein achteckiges Stockwerk erhöht und mit einer barocken Zwiebelkuppel versehen. Der Taufstein, der Hochaltar sowie die Seitenaltäre stammen aus der zweiten Hälfte des 18. Jahrhunderts. In den Jahren von 1977 bis 1981 wurde die Kirche unter Pfarrer Konrad Senft mit einem Kostenaufwand von über 1 Million DM außen und innen gründlich renoviert.
Außer der Pfarrkirche standen im Friedhof noch zwei Kapellen. Die eine im Nordosten war der Gottesmutter geweiht und dient heute als Friedhofskapelle, die andere war dem hl. Josef geweiht und befand sich wahrscheinlich im Südwesten.
Aus dem ursprünglichen Pfarrhof wurde 1687 ein Schulhaus (heute: Tiedemann-Haus). Diesem folgte während des Dreißigjährigen Krieges ein neues Pfarrhaus, welches 1645 bezogen wurde. Im Jahre 1979 musste dieses allerdings im Zuge der Friedhofserweiterung einem Neubau weichen.
Die Mariensäule wurde im Jahre 1878 vom Sohn des verstorbenen Herrschaftsjägers Josef Ennerst errichtet, der in der heutigen Jägergasse einen Kramerladen betrieb.

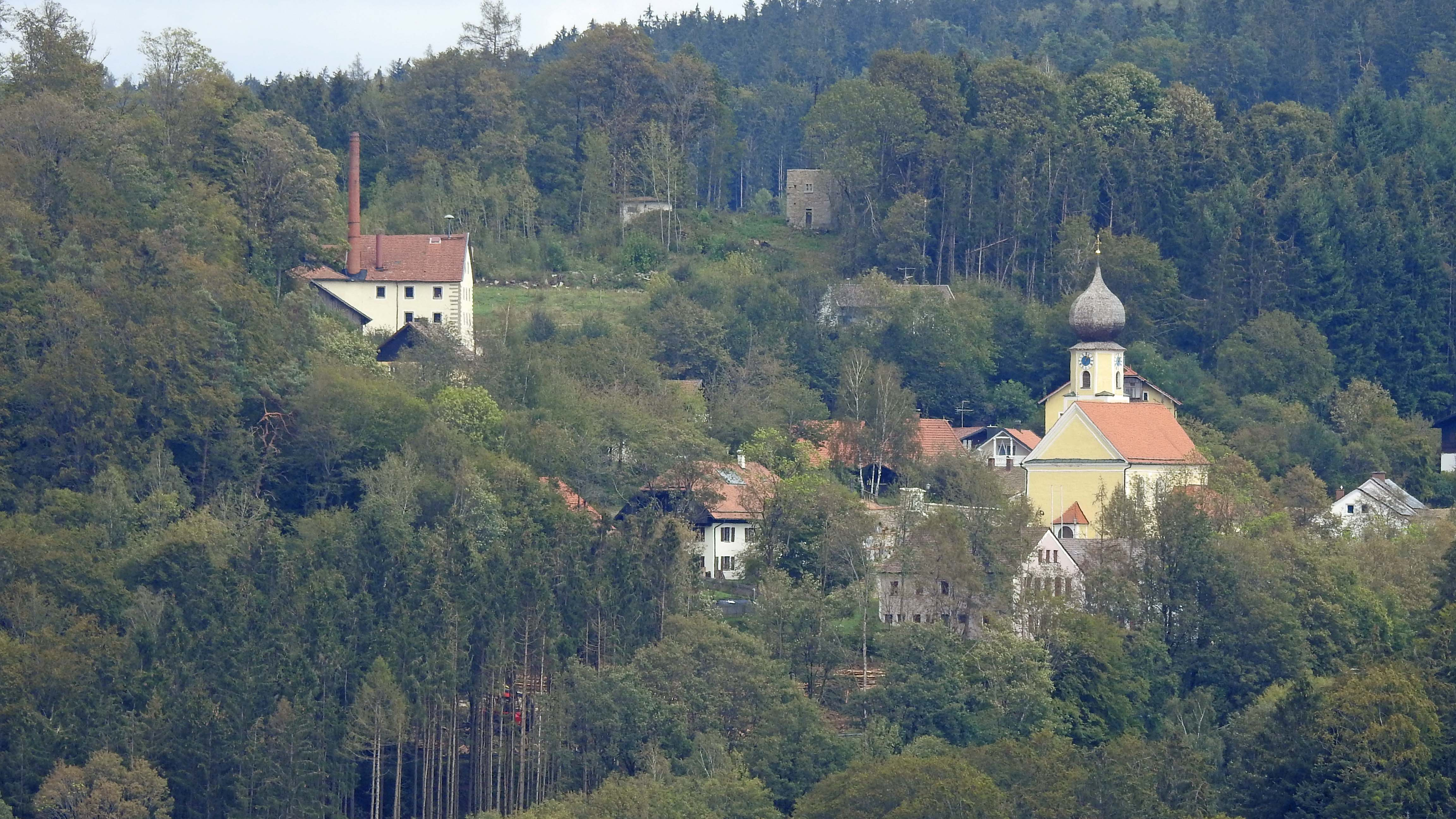
Sattelpeilnstein von Südwesten

### Heute
Von 1860 bis 1970 verringerte sich die Zahl der Einwohner des Pfarrdorfes von 195 auf 157. Gründe waren die insgesamt ungünstige landwirtschaftliche Betriebsstruktur mit geringer Hofgröße und Mangel an alternativen Einkommensmöglichkeiten. 1970 hatte die Gemeinde Sattelpeilnstein 980 Einwohner. 28,4 % waren in der Land- und Forstwirtschaft beschäftigt, 35,6 % im produzierenden Gewerbe.
Im Jahr 1946 wurde die ehemalige Gemeinde Birnbrunn eingemeindet. Die Gemeinde Sattelpeilnstein wurde am 1. Januar 1972 zusammen mit Sattelbogen nach Traitsching eingemeindet.
1956 diente das malerische Bergdorf als Drehort des Heimatfilms Waldwinter, der mit hochkarätigen Schauspielern wie Klaus Kinski, Gert Fröbe und Beppo Brem besetzt war.
Im Jahre 1989 erhielt Sattelpeilnstein den Landespreis im Wettbewerb naturnaher Lebensraum sowie in den Jahren 1990 bis 1995 Gold- und Silbermedaillen im Wettbewerb Unser Dorf soll schöner werden auf Kreis-, Bezirks-, Landes- und Bundesebene.

## Sehenswürdigkeiten
- Schloss Sattelpeilnstein. Das 1571 bis 1580 erbaute und im 17. Jahrhundert ergänzte dreigeschossige Schloss hat vier Türme.
- Schlossberg Sattelpeilnstein. Von der mittelalterlichen, auf einem Felsen liegenden Burg sind einige Reste erhalten. Das gesamte Gebiet befindet sich unter Natur- und Denkmalschutz
- Pfarrkirche St. Peter und St. Paul. Die aus dem 18. Jahrhundert stammende Kirche besitzt Rokokoaltäre und Grabdenkmäler des 16. Jahrhunderts.
- Seelenkapelle aus dem 18. Jahrhundert
- Druidenstein
- Das Naturschutzgebiet Schlossberg von Sattelpeilnstein

## Vereine
- Freiwillige Feuerwehr Sattelpeilnstein, gegründet 1869
- Schützenverein „Pylsteinia“ e. V., gegründet 1882
- TSV Sattelpeilnstein e. V., gegründet 1970
- Burschenverein Beistoi e. V., gegründet 2003
- Soldaten- und Kriegskameradschaft Sattelpeilnstein
- KDFB Sattelpeilnstein
- KLJB Sattelpeilnstein
- Seniorenrunde Sattelpeilnstein